# Dysauxes afghanica
Dysauxes afghanica är en fjärilsart som beskrevs av Daniel 1965. Dysauxes afghanica ingår i släktet Dysauxes och familjen björnspinnare. Inga underarter finns listade i Catalogue of Life.